# 로버트 트럼프
로버트 스튜어트 트럼프(영어: Robert Stewart Trump, 1948년 8월 26일~2020년 8월 15일)는 미국의 사업가이자 투자자였다. 도널드 트럼프 미국 대통령의 남동생이자 도널드 트럼프의 정치 경력을 충실히 지지한 인물이다.
트럼프는 1999년부터 2020년 사망할 때까지 베데스다 소프트웍스의 모회사인 제니맥스 미디어의 이사회에서 재직했다. 제니맥스의 이사회 구성원일 뿐만 아니라 회사의 투자자이기도 했다.
로버트 트럼프는 사망하기 몇 년 전 트럼프 형제가 소유한 기업인 트럼프 매니지먼트의 사장이었다. 한때 그는 부동산 개발업자로도 일했다.